# Martin Wolter (Politiker)
Martin Wolter (* 1980 in Kaltenkirchen) ist ein deutscher Politiker (Die Linke) und seit 2025 Mitglied der Hamburgischen Bürgerschaft.

## Leben
Wolter wurde 1980 in Kaltenkirchen geboren und wuchs in Bad Bramstedt auf. Er absolvierte sein Abitur an der dortigen Jürgen-Fuhlendorf-Schule und durchlief im Anschluss ein Diplomstudium der Soziologie an der Universität Hamburg. Seither ist er in der Sozialen Arbeit tätig.
Wolter lebt seit 2003 in Hamburg und engagiert sich seit 2024 in der Partei Die Linke. Seit 2025 ist er als Schatzmeister im Ortsverband in Wandsbek tätig.
Bei der Bürgerschaftswahl 2025 rückte Wolter im Wahlkreis 11 Wandsbek in die Hamburgische Bürgerschaft nach, nachdem Karolin Küper ihr Mandat nicht annahm. Seit seinem Einzug in die Hamburgische Bürgerschaft ist er Vorsitzender des Sportausschusses sowie Mitglied des Innenausschusses. Er ist außerdem stellvertretendes Mitglied im Ausschuss für Gesundheit und Senioren, im Ausschuss für Umwelt, Klima und Energie, im Eingabenausschuss und im Kultur- und Medienausschuss.
Wolter ist verheiratet.